# Campeonato Russo de Patinação Artística no Gelo
O Campeonato Russo de Patinação Artística no Gelo (em russo:  Чемпионат России по Фигурному Катанию) é uma competição nacional anual de patinação artística no gelo da Rússia. Os patinadores competem em quatro eventos, individual masculino, individual feminino, duplas e dança no gelo, nos níveis sênior e júnior. 
A competição determina os campeões nacionais e os representantes da Rússia em competições internacionais como Campeonato Mundial, Campeonato Mundial Júnior, Campeonato Europeu  e os Jogos Olímpicos de Inverno.

## Edições
| Ano          | Edição                                                  | Cidade sede                                             | Sênior                                                  | Sênior                                                  | Sênior                                                  | Sênior                                                  | Ref                                                     |                                                         |
| Ano          | Edição                                                  | Cidade sede                                             | M                                                       | F                                                       | P                                                       | D                                                       | Ref                                                     |                                                         |
| ------------ | ------------------------------------------------------- | ------------------------------------------------------- | ------------------------------------------------------- | ------------------------------------------------------- | ------------------------------------------------------- | ------------------------------------------------------- | ------------------------------------------------------- | ------------------------------------------------------- |
| 1897         | 1.ª                                                     | São Petersburgo                                         | •                                                       | –                                                       | –                                                       | –                                                       | [ 1 ]                                                   |                                                         |
| 1898         | 2.ª                                                     |                                                         | •                                                       | –                                                       | –                                                       | –                                                       | [ 2 ]                                                   |                                                         |
| 1899         | 3.ª                                                     |                                                         | •                                                       | –                                                       | –                                                       | –                                                       | [ 3 ]                                                   |                                                         |
| 1900         | 4.ª                                                     | São Petersburgo                                         | •                                                       | –                                                       | –                                                       | –                                                       | [ 4 ]                                                   |                                                         |
| 1901         | 5.ª                                                     | São Petersburgo                                         | •                                                       | –                                                       | –                                                       | –                                                       | [ 5 ]                                                   |                                                         |
| 1902         | 6.ª                                                     | São Petersburgo                                         | •                                                       | –                                                       | –                                                       | –                                                       | [ 6 ]                                                   |                                                         |
| 1903         | 7.ª                                                     | São Petersburgo                                         | •                                                       | –                                                       | –                                                       | –                                                       | [ 7 ]                                                   |                                                         |
| 1904         | 8.ª                                                     | São Petersburgo                                         | •                                                       | –                                                       | –                                                       | –                                                       |                                                         |                                                         |
| 1905         | 9.ª                                                     | São Petersburgo                                         | •                                                       | •                                                       | –                                                       | –                                                       | [ 8 ]                                                   |                                                         |
| 1906         | 10.ª                                                    | São Petersburgo                                         | •                                                       | —                                                       | –                                                       | –                                                       | [ 9 ]                                                   |                                                         |
| 1907         | 11.ª                                                    |                                                         | •                                                       | —                                                       | –                                                       | –                                                       | [ 10 ]                                                  |                                                         |
| 1908         | 12.ª                                                    | São Petersburgo                                         | •                                                       | —                                                       | –                                                       | –                                                       | [ 11 ]                                                  |                                                         |
| 1909         | 13.ª                                                    |                                                         | —                                                       | —                                                       | –                                                       | –                                                       |                                                         |                                                         |
| 1910         | 14.ª                                                    |                                                         | •                                                       | —                                                       | –                                                       | –                                                       | [ 12 ]                                                  |                                                         |
| 1911         | 15.ª                                                    | São Petersburgo                                         | •                                                       | •                                                       | –                                                       | –                                                       | [ 13 ]                                                  |                                                         |
| 1912         | 16.ª                                                    | São Petersburgo                                         | •                                                       | •                                                       | –                                                       | –                                                       | [ 14 ]                                                  |                                                         |
| 1913         | 17.ª                                                    | São Petersburgo                                         | •                                                       | •                                                       | –                                                       | –                                                       | [ 15 ]                                                  |                                                         |
| 1914         | 18.ª                                                    | São Petersburgo                                         | •                                                       | •                                                       | –                                                       | –                                                       | [ 16 ]                                                  |                                                         |
| 1915         | 19.ª                                                    | São Petersburgo                                         | —                                                       | •                                                       | –                                                       | –                                                       | [ 17 ]                                                  |                                                         |
| 1916– 1919   | Não houve competição devido a Primeira Guerra Mundial   | Não houve competição devido a Primeira Guerra Mundial   | Não houve competição devido a Primeira Guerra Mundial   | Não houve competição devido a Primeira Guerra Mundial   | Não houve competição devido a Primeira Guerra Mundial   | Não houve competição devido a Primeira Guerra Mundial   | Não houve competição devido a Primeira Guerra Mundial   | Não houve competição devido a Primeira Guerra Mundial   |
| 1920– 1992   | Ver Campeonato Soviético de Patinação Artística no Gelo | Ver Campeonato Soviético de Patinação Artística no Gelo | Ver Campeonato Soviético de Patinação Artística no Gelo | Ver Campeonato Soviético de Patinação Artística no Gelo | Ver Campeonato Soviético de Patinação Artística no Gelo | Ver Campeonato Soviético de Patinação Artística no Gelo | Ver Campeonato Soviético de Patinação Artística no Gelo | Ver Campeonato Soviético de Patinação Artística no Gelo |
| 1993         | 20.ª                                                    | Chelyabinsk                                             | •                                                       | •                                                       | •                                                       | •                                                       | [ 18 ]                                                  |                                                         |
| 1994         | 21.ª                                                    | São Petersburgo                                         | •                                                       | •                                                       | •                                                       | •                                                       | [ 19 ]                                                  |                                                         |
| 1995         | 22.ª                                                    | Moscou                                                  | •                                                       | •                                                       | •                                                       | •                                                       | [ 20 ]                                                  |                                                         |
| 1996         | 23.ª                                                    | Samara                                                  | •                                                       | •                                                       | •                                                       | •                                                       | [ 21 ]                                                  |                                                         |
| 1997         | 24.ª                                                    | Moscou                                                  | •                                                       | •                                                       | •                                                       | •                                                       | [ 22 ]                                                  |                                                         |
| 1998         | 25.ª                                                    | Moscou                                                  | •                                                       | •                                                       | •                                                       | •                                                       | [ 23 ]                                                  |                                                         |
| 1999         | 26.ª                                                    | Moscou                                                  | •                                                       | •                                                       | •                                                       | •                                                       | [ 24 ]                                                  |                                                         |
| 2000         | 27.ª                                                    | Moscou                                                  | •                                                       | •                                                       | •                                                       | •                                                       | [ 25 ]                                                  |                                                         |
| 2001         | 28.ª                                                    | Moscou                                                  | •                                                       | •                                                       | •                                                       | •                                                       | [ 26 ]                                                  |                                                         |
| 2002         | 29.ª                                                    | Moscou                                                  | •                                                       | •                                                       | •                                                       | •                                                       | [ 27 ]                                                  |                                                         |
| 2003         | 30.ª                                                    | Kazan                                                   | •                                                       | •                                                       | •                                                       | •                                                       | [ 28 ]                                                  |                                                         |
| 2004         | 31.ª                                                    | São Petersburgo                                         | •                                                       | •                                                       | •                                                       | •                                                       | [ 29 ]                                                  |                                                         |
| 2005         | 32.ª                                                    | São Petersburgo                                         | •                                                       | •                                                       | •                                                       | •                                                       | [ 30 ]                                                  |                                                         |
| 2006         | 33.ª                                                    | Kazan                                                   | •                                                       | •                                                       | •                                                       | •                                                       | [ 31 ]                                                  |                                                         |
| 2007         | 34.ª                                                    | Moscou                                                  | •                                                       | •                                                       | •                                                       | •                                                       | [ 32 ]                                                  |                                                         |
| 2008         | 35.ª                                                    | São Petersburgo                                         | •                                                       | •                                                       | •                                                       | •                                                       | [ 33 ]                                                  |                                                         |
| 2009         | 36.ª                                                    | Kazan                                                   | •                                                       | •                                                       | •                                                       | •                                                       | [ 34 ]                                                  |                                                         |
| 2010         | 37.ª                                                    | São Petersburgo                                         | •                                                       | •                                                       | •                                                       | •                                                       | [ 35 ] [ 36 ]                                           |                                                         |
| 2011         | 38.ª                                                    | Saransk                                                 | •                                                       | •                                                       | •                                                       | •                                                       | [ 37 ]                                                  |                                                         |
| 2012         | 39.ª                                                    | Saransk                                                 | •                                                       | •                                                       | •                                                       | •                                                       | [ 38 ]                                                  |                                                         |
| 2013         | 40.ª                                                    | Sóchi                                                   | •                                                       | •                                                       | •                                                       | •                                                       | [ 39 ]                                                  |                                                         |
| 2014         | 41.ª                                                    | Sóchi                                                   | •                                                       | •                                                       | •                                                       | •                                                       | [ 40 ]                                                  |                                                         |
| 2015         | 42.ª                                                    | Sóchi                                                   | •                                                       | •                                                       | •                                                       | •                                                       | [ 41 ]                                                  |                                                         |
| 2016         | 43.ª                                                    | Ecaterimburgo                                           | •                                                       | •                                                       | •                                                       | •                                                       | [ 42 ]                                                  |                                                         |
| 2017         | 44.ª                                                    | Chelyabinsk                                             | •                                                       | •                                                       | •                                                       | •                                                       | [ 43 ]                                                  |                                                         |
| 2018         | 45.ª                                                    | São Petersburgo                                         | •                                                       | •                                                       | •                                                       | •                                                       | [ 44 ]                                                  |                                                         |
| Referências: |                                                         |                                                         |                                                         |                                                         |                                                         |                                                         |                                                         |                                                         |

## Lista de medalhistas

### Individual masculino
| Evento                          | Ouro                                                    | Prata                                                   | Bronze                                                  |
| São Petersburgo 1897            | Aleksandr Panshin                                       | ?                                                       | ?                                                       |
| 1898                            | Aleksandr Panshin                                       | ?                                                       | ?                                                       |
| 1899                            | Aleksandr Panshin                                       | ?                                                       | ?                                                       |
| São Petersburgo 1900            | Aleksandr Panshin                                       | ?                                                       | ?                                                       |
| São Petersburgo 1901            | Nikolai Panin                                           | ?                                                       | ?                                                       |
| São Petersburgo 1902            | Nikolai Panin                                           | ?                                                       | ?                                                       |
| São Petersburgo 1903            | Nikolai Panin                                           | ?                                                       | ?                                                       |
| São Petersburgo 1904            | Nikolai Panin                                           | ?                                                       | ?                                                       |
| São Petersburgo 1905            | Nikolai Panin                                           | Fedor Datlin                                            | Karl Ollo                                               |
| São Petersburgo 1906            | Fedor Datlin                                            | ?                                                       | ?                                                       |
| 1907                            | Nikolai Panin                                           | ?                                                       | ?                                                       |
| São Petersburgo 1908            | Fedor Datlin                                            | ?                                                       | ?                                                       |
| 1909                            | ?                                                       | ?                                                       | ?                                                       |
| 1910                            | Karl Ollo                                               | ?                                                       | ?                                                       |
| São Petersburgo 1911            | Karl Ollo                                               | ?                                                       | ?                                                       |
| São Petersburgo 1912            | Karl Ollo                                               | ?                                                       | ?                                                       |
| São Petersburgo 1913            | Ivan Malinin                                            | I. Krevin                                               | ?                                                       |
| São Petersburgo 1914            | Ivan Malinin                                            | ?                                                       | ?                                                       |
| São Petersburgo 1915            | ?                                                       | ?                                                       | ?                                                       |
| 1916–1919                       | Não houve competição devido a Primeira Guerra Mundial   | Não houve competição devido a Primeira Guerra Mundial   | Não houve competição devido a Primeira Guerra Mundial   |
| 1920–1992                       | Ver Campeonato Soviético de Patinação Artística no Gelo | Ver Campeonato Soviético de Patinação Artística no Gelo | Ver Campeonato Soviético de Patinação Artística no Gelo |
| Chelyabinsk 1993 (detalhes)     | Alexei Urmanov                                          | Oleg Tataurov                                           | Igor Pashkevich                                         |
| São Petersburgo 1994 (detalhes) | Alexei Urmanov                                          | Oleg Tataurov                                           | Igor Pashkevich                                         |
| Moscou 1995 (detalhes)          | Alexei Urmanov                                          | Ilia Kulik                                              | Oleg Tataurov                                           |
| Samara 1996 (detalhes)          | Alexei Urmanov                                          | Ilia Kulik                                              | Igor Pashkevich                                         |
| Moscou 1997 (detalhes)          | Ilia Kulik                                              | Alexei Urmanov                                          | Alexei Yagudin                                          |
| Moscou 1998 (detalhes)          | Ilia Kulik                                              | Alexei Yagudin                                          | Evgeni Plushenko                                        |
| Moscou 1999 (detalhes)          | Evgeni Plushenko                                        | Alexei Yagudin                                          | Alexei Urmanov                                          |
| Moscou 2000 (detalhes)          | Evgeni Plushenko                                        | Alexei Yagudin                                          | Alexander Abt                                           |
| Moscou 2001 (detalhes)          | Evgeni Plushenko                                        | Alexei Yagudin                                          | Alexander Abt                                           |
| Moscou 2002 (detalhes)          | Evgeni Plushenko                                        | Alexander Abt                                           | Ilia Klimkin                                            |
| Kazan 2003 (detalhes)           | Alexander Abt                                           | Ilia Klimkin                                            | Stanislav Timchenko                                     |
| São Petersburgo 2004 (detalhes) | Evgeni Plushenko                                        | Ilia Klimkin                                            | Andrei Griazev                                          |
| São Petersburgo 2005 (detalhes) | Evgeni Plushenko                                        | Andrei Griazev                                          | Andrei Lezin                                            |
| Kazan 2006 (detalhes)           | Evgeni Plushenko                                        | Ilia Klimkin                                            | Sergei Dobrin                                           |
| Mytishchi 2007 (detalhes)       | Andrei Griazev                                          | Andrei Lutai                                            | Sergei Dobrin                                           |
| São Petersburgo 2008 (detalhes) | Sergei Voronov                                          | Andrei Lutai                                            | Andrei Griazev                                          |
| Kazan 2009 (detalhes)           | Sergei Voronov                                          | Artem Borodulin                                         | Andrei Lutai                                            |
| São Petersburgo 2010 (detalhes) | Evgeni Plushenko                                        | Sergei Voronov                                          | Artem Borodulin                                         |
| Saransk 2011 (detalhes)         | Konstantin Menshov                                      | Artur Gachinski                                         | Zhan Bush                                               |
| Saransk 2012 (detalhes)         | Evgeni Plushenko                                        | Artur Gachinski                                         | Sergei Voronov                                          |
| Sóchi 2013 (detalhes)           | Evgeni Plushenko                                        | Sergei Voronov                                          | Konstantin Menshov                                      |
| Sóchi 2014 (detalhes)           | Maxim Kovtun                                            | Evgeni Plushenko                                        | Sergei Voronov                                          |
| Sóchi 2015 (detalhes)           | Maxim Kovtun                                            | Sergei Voronov                                          | Adian Pitkeev                                           |
| Ecaterimburgo 2016 (detalhes)   | Maxim Kovtun                                            | Mikhail Kolyada                                         | Alexander Petrov                                        |
| Chelyabinsk 2017 (detalhes)     | Mikhail Kolyada                                         | Alexander Samarin                                       | Maxim Kovtun                                            |
| São Petersburgo 2018 (detalhes) | Mikhail Kolyada                                         | Alexander Samarin                                       | Dmitri Aliev                                            |

### Individual feminino
| Evento                          | Ouro                                                    | Prata                                                   | Bronze                                                  |
| São Petersburgo 1905            | ? Volkova                                               | ?                                                       | ?                                                       |
| São Petersburgo 1906            | ?                                                       | ?                                                       | ?                                                       |
| 1907                            | ?                                                       | ?                                                       | ?                                                       |
| São Petersburgo 1908            | ?                                                       | ?                                                       | ?                                                       |
| 1909                            | ?                                                       | ?                                                       | ?                                                       |
| 1910                            | ?                                                       | ?                                                       | ?                                                       |
| São Petersburgo 1911            | Ksenia Caesar                                           | Lidia Popova                                            | ?                                                       |
| São Petersburgo 1912            | Ksenia Caesar                                           | ?                                                       | ?                                                       |
| São Petersburgo 1913            | Ksenia Caesar                                           | ?                                                       | ?                                                       |
| São Petersburgo 1914            | Ksenia Caesar                                           | ?                                                       | ?                                                       |
| São Petersburgo 1915            | Ksenia Caesar                                           | ?                                                       | ?                                                       |
| 1916–1919                       | Não houve competição devido a Primeira Guerra Mundial   | Não houve competição devido a Primeira Guerra Mundial   | Não houve competição devido a Primeira Guerra Mundial   |
| 1920–1992                       | Ver Campeonato Soviético de Patinação Artística no Gelo | Ver Campeonato Soviético de Patinação Artística no Gelo | Ver Campeonato Soviético de Patinação Artística no Gelo |
| Chelyabinsk 1993 (detalhes)     | Maria Butyrskaya                                        | Yulia Vorobieva                                         | Tatiana Rachkova                                        |
| São Petersburgo 1994 (detalhes) | Olga Markova                                            | Maria Butyrskaya                                        | Irina Slutskaya                                         |
| Moscou 1995 (detalhes)          | Maria Butyrskaya                                        | Olga Markova                                            | Irina Slutskaya                                         |
| Samara 1996 (detalhes)          | Maria Butyrskaya                                        | Irina Slutskaya                                         | Olga Markova                                            |
| Moscou 1997 (detalhes)          | Maria Butyrskaya                                        | Olga Markova                                            | Irina Slutskaya                                         |
| Moscou 1998 (detalhes)          | Maria Butyrskaya                                        | Julia Soldatova                                         | Elena Sokolova                                          |
| Moscou 1999 (detalhes)          | Maria Butyrskaya                                        | Julia Soldatova                                         | Viktoria Volchkova                                      |
| Moscou 2000 (detalhes)          | Irina Slutskaya                                         | Maria Butyrskaya                                        | Viktoria Volchkova                                      |
| Moscou 2001 (detalhes)          | Irina Slutskaya                                         | Viktoria Volchkova                                      | Maria Butyrskaya                                        |
| Moscou 2002 (detalhes)          | Irina Slutskaya                                         | Maria Butyrskaya                                        | Viktoria Volchkova                                      |
| Kazan 2003 (detalhes)           | Elena Sokolova                                          | Irina Slutskaya                                         | Tatiana Basova                                          |
| São Petersburgo 2004 (detalhes) | Elena Sokolova                                          | Julia Soldatova                                         | Kristina Oblasova                                       |
| São Petersburgo 2005 (detalhes) | Irina Slutskaya                                         | Elena Sokolova                                          | Lilia Biktagirova                                       |
| Kazan 2006 (detalhes)           | Elena Sokolova                                          | Viktoria Volchkova                                      | Lilia Biktagirova                                       |
| Mytishchi 2007 (detalhes)       | Ksenia Doronina                                         | Alexandra Ievleva                                       | Elena Sokolova                                          |
| São Petersburgo 2008 (detalhes) | Ksenia Doronina                                         | Nina Petushkova                                         | Olga Naidenova                                          |
| Kazan 2009 (detalhes)           | Adelina Sotnikova                                       | Elizaveta Tuktamysheva                                  | Katarina Gerboldt                                       |
| São Petersburgo 2010 (detalhes) | Ksenia Makarova                                         | Alena Leonova                                           | Elizaveta Tuktamysheva                                  |
| Saransk 2011 (detalhes)         | Adelina Sotnikova                                       | Alena Leonova                                           | Elizaveta Tuktamysheva                                  |
| Saransk 2012 (detalhes)         | Adelina Sotnikova                                       | Yulia Lipnitskaya                                       | Alena Leonova                                           |
| Sóchi 2013 (detalhes)           | Elizaveta Tuktamysheva                                  | Elena Radionova                                         | Adelina Sotnikova                                       |
| Sóchi 2014 (detalhes)           | Adelina Sotnikova                                       | Yulia Lipnitskaya                                       | Elena Radionova                                         |
| Sóchi 2015 (detalhes)           | Elena Radionova                                         | Elizaveta Tuktamysheva                                  | Evgenia Medvedeva                                       |
| Ecaterimburgo 2016 (detalhes)   | Evgenia Medvedeva                                       | Elena Radionova                                         | Anna Pogorilaya                                         |
| Chelyabinsk 2017 (detalhes)     | Evgenia Medvedeva                                       | Alina Zagitova                                          | Maria Sotskova                                          |
| São Petersburgo 2018 (detalhes) | Alina Zagitova                                          | Maria Sotskova                                          | Alena Kostornaia                                        |

### Duplas
| Evento                          | Ouro                                                    | Prata                                                   | Bronze                                                  |
| 1920–1992                       | Ver Campeonato Soviético de Patinação Artística no Gelo | Ver Campeonato Soviético de Patinação Artística no Gelo | Ver Campeonato Soviético de Patinação Artística no Gelo |
| Chelyabinsk 1993 (detalhes)     | Evgenia Shishkova Vadim Naumov                          | Marina Eltsova Andrei Bushkov                           | Elena Tobiash Sergei Smirnov                            |
| São Petersburgo 1994 (detalhes) | Ekaterina Gordeeva Sergei Grinkov                       | Natalia Mishkutionok Artur Dmitriev                     | Evgenia Shishkova Vadim Naumov                          |
| Moscou 1995 (detalhes)          | Marina Eltsova Andrei Bushkov                           | Maria Petrova Anton Sikharulidze                        | Natalia Krestianinova Alexei Torchinski                 |
| Samara 1996 (detalhes)          | Evgenia Shishkova Vadim Naumov                          | Marina Eltsova Andrei Bushkov                           | Oksana Kazakova Artur Dmitriev                          |
| Moscou 1997 (detalhes)          | Marina Eltsova Andrei Bushkov                           | Elena Berezhnaya Anton Sikharulidze                     | Evgenia Shishkova Vadim Naumov                          |
| Moscou 1998 (detalhes)          | Marina Eltsova Andrei Bushkov                           | Elena Berezhnaya Anton Sikharulidze                     | Oksana Kazakova Artur Dmitriev                          |
| Moscou 1999 (detalhes)          | Elena Berezhnaya Anton Sikharulidze                     | Maria Petrova Alexei Tikhonov                           | Tatiana Totmianina Maxim Marinin                        |
| Moscou 2000 (detalhes)          | Elena Berezhnaya Anton Sikharulidze                     | Maria Petrova Alexei Tikhonov                           | Tatiana Totmianina Maxim Marinin                        |
| Moscou 2001 (detalhes)          | Elena Berezhnaya Anton Sikharulidze                     | Maria Petrova Alexei Tikhonov                           | Tatiana Totmianina Maxim Marinin                        |
| Moscou 2002 (detalhes)          | Elena Berezhnaya Anton Sikharulidze                     | Tatiana Totmianina Maxim Marinin                        | Maria Petrova Alexei Tikhonov                           |
| Kazan 2003 (detalhes)           | Tatiana Totmianina Maxim Marinin                        | Maria Petrova Alexei Tikhonov                           | Julia Obertas Alexei Sokolov                            |
| São Petersburgo 2004 (detalhes) | Tatiana Totmianina Maxim Marinin                        | Maria Petrova Alexei Tikhonov                           | Julia Obertas Sergei Slavnov                            |
| São Petersburgo 2005 (detalhes) | Tatiana Totmianina Maxim Marinin                        | Maria Petrova Alexei Tikhonov                           | Julia Obertas Sergei Slavnov                            |
| Kazan 2006 (detalhes)           | Maria Petrova Alexei Tikhonov                           | Julia Obertas Sergei Slavnov                            | Maria Mukhortova Maxim Trankov                          |
| Mytishchi 2007 (detalhes)       | Maria Mukhortova Maxim Trankov                          | Julia Obertas Sergei Slavnov                            | Elena Efaieva Alexei Menshikov                          |
| São Petersburgo 2008 (detalhes) | Yuko Kawaguchi Alexander Smirnov                        | Maria Mukhortova Maxim Trankov                          | Arina Ushakova Sergei Karev                             |
| Kazan 2009 (detalhes)           | Yuko Kawaguchi Alexander Smirnov                        | Maria Mukhortova Maxim Trankov                          | Lubov Iliushechkina Nodari Maisuradze                   |
| São Petersburgo 2010 (detalhes) | Yuko Kavaguti Alexander Smirnov                         | Maria Mukhortova Maxim Trankov                          | Vera Bazarova Yuri Larionov                             |
| Saransk 2011 (detalhes)         | Tatiana Volosozhar Maxim Trankov                        | Yuko Kavaguti Alexander Smirnov                         | Vera Bazarova Yuri Larionov                             |
| Saransk 2012 (detalhes)         | Vera Bazarova Yuri Larionov                             | Ksenia Stolbova Fedor Klimov                            | Anastasia Martiusheva Alexei Rogonov                    |
| Sóchi 2013 (detalhes)           | Tatiana Volosozhar Maxim Trankov                        | Yuko Kavaguti Alexander Smirnov                         | Ksenia Stolbova Fedor Klimov                            |
| Sóchi 2014 (detalhes)           | Ksenia Stolbova Fedor Klimov                            | Vera Bazarova Yuri Larionov                             | Maria Vigalova Egor Zakroev                             |
| Sóchi 2015 (detalhes)           | Ksenia Stolbova Fedor Klimov                            | Evgenia Tarasova Vladimir Morozov                       | Yuko Kavaguti Alexander Smirnov                         |
| Ecaterimburgo 2016 (detalhes)   | Tatiana Volosozhar Maxim Trankov                        | Yuko Kavaguti Alexander Smirnov                         | Evgenia Tarasova Vladimir Morozov                       |
| Chelyabinsk 2017 (detalhes)     | Ksenia Stolbova Fedor Klimov                            | Evgenia Tarasova Vladimir Morozov                       | Natalia Zabiiako Alexander Enbert                       |
| São Petersburgo 2018 (detalhes) | Evgenia Tarasova Vladimir Morozov                       | Ksenia Stolbova Fedor Klimov                            | Natalia Zabiiako Alexander Enbert                       |

### Dança no gelo
| Evento                          | Ouro                                                    | Prata                                                   | Bronze                                                  |
| 1920–1992                       | Ver Campeonato Soviético de Patinação Artística no Gelo | Ver Campeonato Soviético de Patinação Artística no Gelo | Ver Campeonato Soviético de Patinação Artística no Gelo |
| Chelyabinsk 1993 (detalhes)     | Oksana Grishuk Evgeni Platov                            | Elena Kustarova Oleg Ovsyannikov                        | Anjelika Krylova Vladimir Fedorov                       |
| São Petersburgo 1994 (detalhes) | Anjelika Krylova Vladimir Fedorov                       | Irina Lobacheva Ilia Averbukh                           | Elena Kustarova Oleg Ovsyannikov                        |
| Moscou 1995 (detalhes)          | Anjelika Krylova Oleg Ovsyannikov                       | Elena Kustarova Vazgen Azroyan                          | Irina Lobacheva Ilia Averbukh                           |
| Samara 1996 (detalhes)          | Oksana Grishuk Evgeni Platov                            | Anjelika Krylova Oleg Ovsyannikov                       | Irina Lobacheva Ilia Averbukh                           |
| Moscou 1997 (detalhes)          | Irina Lobacheva Ilia Averbukh                           | Olga Sharutenko Dmitri Naumkin                          | Ekaterina Davydova Roman Kostomarov                     |
| Moscou 1998 (detalhes)          | Anjelika Krylova Oleg Ovsyannikov                       | Irina Lobacheva Ilia Averbukh                           | Anna Semenovich Vladimir Fedorov                        |
| Moscou 1999 (detalhes)          | Anjelika Krylova Oleg Ovsyannikov                       | Irina Lobacheva Ilia Averbukh                           | Tatiana Navka Roman Kostomarov                          |
| Moscou 2000 (detalhes)          | Irina Lobacheva Ilia Averbukh                           | Anna Semenovich Roman Kostomarov                        | Oksana Potdykova Denis Petukhov                         |
| Moscou 2001 (detalhes)          | Irina Lobacheva Ilia Averbukh                           | Tatiana Navka Roman Kostomarov                          | Natalia Romaniuta Daniil Barantsev                      |
| Moscou 2002 (detalhes)          | Irina Lobacheva Ilia Averbukh                           | Tatiana Navka Roman Kostomarov                          | Natalia Romaniuta Daniil Barantsev                      |
| Kazan 2003 (detalhes)           | Tatiana Navka Roman Kostomarov                          | Svetlana Kulikova Arseni Markov                         | Oksana Domnina Maxim Shabalin                           |
| São Petersburgo 2004 (detalhes) | Tatiana Navka Roman Kostomarov                          | Oksana Domnina Maxim Shabalin                           | Svetlana Kulikova Vitali Novikov                        |
| São Petersburgo 2005 (detalhes) | Oksana Domnina Maxim Shabalin                           | Svetlana Kulikova Vitali Novikov                        | Jana Khokhlova Sergei Novitski                          |
| Kazan 2006 (detalhes)           | Tatiana Navka Roman Kostomarov                          | Oksana Domnina Maxim Shabalin                           | Jana Khokhlova Sergei Novitski                          |
| Mytishchi 2007 (detalhes)       | Oksana Domnina Maxim Shabalin                           | Jana Khokhlova Sergei Novitski                          | Ekaterina Rubleva Ivan Shefer                           |
| São Petersburgo 2008 (detalhes) | Jana Khokhlova Sergei Novitski                          | Ekaterina Rubleva Ivan Shefer                           | Ekaterina Bobrova Dmitri Soloviev                       |
| Kazan 2009 (detalhes)           | Jana Khokhlova Sergei Novitski                          | Ekaterina Rubleva Ivan Shefer                           | Kristina Gorshkova Vitali Butikov                       |
| São Petersburgo 2010 (detalhes) | Oksana Domnina Maxim Shabalin                           | Ekaterina Bobrova Dmitri Soloviev                       | Ekaterina Rubleva Ivan Shefer                           |
| Saransk 2011 (detalhes)         | Ekaterina Bobrova Dmitri Soloviev                       | Ekaterina Riazanova Ilia Tkachenko                      | Elena Ilinykh Nikita Katsalapov                         |
| Saransk 2012 (detalhes)         | Ekaterina Bobrova Dmitri Soloviev                       | Elena Ilinykh Nikita Katsalapov                         | Ekaterina Riazanova Ilia Tkachenko                      |
| Sóchi 2013 (detalhes)           | Ekaterina Bobrova Dmitri Soloviev                       | Elena Ilinykh Nikita Katsalapov                         | Ekaterina Riazanova Ilia Tkachenko                      |
| Sóchi 2014 (detalhes)           | Ekaterina Bobrova Dmitri Soloviev                       | Elena Ilinykh Nikita Katsalapov                         | Victoria Sinitsina Ruslan Zhiganshin                    |
| Sóchi 2015 (detalhes)           | Elena Ilinykh Ruslan Zhiganshin                         | Ksenia Monko Kirill Khaliavin                           | Alexandra Stepanova Ivan Bukin                          |
| Ecaterimburgo 2016 (detalhes)   | Ekaterina Bobrova Dmitri Soloviev                       | Victoria Sinitsina Nikita Katsalapov                    | Alexandra Stepanova Ivan Bukin                          |
| Chelyabinsk 2017 (detalhes)     | Ekaterina Bobrova Dmitri Soloviev                       | Alexandra Stepanova Ivan Bukin                          | Victoria Sinitsina Nikita Katsalapov                    |
| São Petersburgo 2018 (detalhes) | Ekaterina Bobrova Dmitri Soloviev                       | Alexandra Stepanova Ivan Bukin                          | Tiffany Zahorski Jonathan Guerreiro                     |